# آلخاندرو رومان
آلخاندرو رومان (اسپانیایی: Alejandro Román‎؛ زادهٔ ۱ ژانویهٔ ۱۹۷۱) نوازنده پیانو، موسیقی‌دان و آهنگساز اهل اسپانیا با سبک انتقادی، آثار او شامل ترکیبی از آهنگسازی سمفونیک معاصر، جاز و موسیقی فیلم و صوتی-تصویری است. موسیقی مجلسی و سمفونیک او با ادغام و تأثیرپذیری از موسیقی‌های قرن بیستم، امپرسیونیسم فرانسوی و اکسپرسیونیسم شناخته می‌شود، جایی که ترکیب سنت کلاسیک-معاصر غربی با ویژگی‌های صوتی و ساختاری موسیقی‌های مردمی مانند جاز، راک و موسیقی فیلم به چشم می‌خورد. آثار رومán به روندهای مختلف موسیقی معاصر، بین سنت و پیشرو بودن می‌پردازد، از طریق دنیای صوتی که در آن شهوت‌انگیزی و ظرافت، همچنین طنزی بر پایه این روابط، برجسته است.
او از شاگردان آنتون گارسیا آبریل در «کنسرواتوار سلطنتی موسیقی در مادرید» بود و در سبک‌های مختلفی از موسیقی از جمله جاز، راک و موسیقی فیلم فعالیت داشته‌است.